# Тарасов, Николай Константинович
Никола́й Константи́нович Тара́сов (2 октября 1923, Москва — 28 сентября 1994, Гаага) — советский дипломат. Чрезвычайный и полномочный посол.

## Биография
- В 1956—1961 годах — первый секретарь, советник посольства СССР в Иране.
- В 1961—1968 годах — сотрудник центрального аппарата МИД СССР.
- В 1968—1972 годах — заместитель постоянного представителя СССР при ООН.
- С 11 августа 1972 по 24 марта 1976 года — чрезвычайный и полномочный посол СССР в Мексике.
- В 1976—1985 годах — на ответственной работе в центральном аппарате МИД СССР.
- В 1976—1981 годах — глава советской делегации на Венских переговорах о взаимном сокращении вооружённых сил и вооружений в Центральной Европе.
- В 1985—1994 годах — член Международного суда ООН.

## Награды
- Медаль «За отвагу» (6 ноября 1945)
- Орден Трудового Красного Знамени (трижды; 31 декабря 1966, 22 октября 1971[1], 1981)
- Орден Отечественной войны I степени (6 апреля 1985)